# Barinas (genre)
Pour les articles homonymes, voir Barinas.
Genre
Synonymes
- Vimina González-Sponga, 1987

Barinas est un genre d'opilions laniatores de la famille des Agoristenidae.

## Distribution
Les espèces de ce genre se rencontrent au Venezuela et en Colombie.

## Liste des espèces
Selon World Catalogue of Opiliones (04/04/2023) :
- Barinas flava González-Sponga, 1987
- Barinas guanenta García & Ahumada-Cabarcas, 2022
- Barinas piragua Ahumada-Cabarcas & García, 2020
- Barinas virginis (González-Sponga, 1987)

## Systématique et taxinomie
Ce genre a été décrit par González-Sponga en 1987 dans les Agoristenidae.
Vimina a été placé en synonymie par García et Ahumada-Cabarcas en 2022.

## Publication originale
- González-Sponga, 1987 : « Aracnidos de Venezuela. Opiliones Laniatores I. Familias Phalangodidae y Agoristenidae. » Boletin de la Academia de Ciencias Fisicas, Matematicas y Naturales, vol. 23, p. 1–562 (texte intégral).